# Jorge Ibáñez Vergara
Jorge Eduardo Ibáñez Vergara (n. Linares, Chile, 17 de diciembre de 1926 - m. Santiago, Chile, 22 de enero de 2012) fue un historiador, escritor y político chileno.

## Biografía
Estudió en la Escuela Básica y en el Liceo de su ciudad natal, para luego ingresar al Internado Nacional Barros Arana. Entró a la Escuela de Derecho de la Universidad de Chile, donde comenzó a desarrollar su carrera política como militante del Partido Radical.
Ocupó cargos públicos en el Ministerio del Interior. Fue Jefe del Departamento de Extranjería, jefe del Departamento Administrativo y de Gobierno Interior y director de Correos y Telégrafos. También se dedicó a asesorar a algunas empresas públicas y privadas.
El año 1965 resultó elegido diputado por la 14.ª Agrupación Departamental de Linares, Loncomilla y Parral, siendo reelecto en 1969. El año 1970 fue Presidente de la Cámara de Diputados. En 1971 renunció al Partido Radical para sumarse al Movimiento de Izquierda Radical, que luego se denominaría como Partido Izquierda Radical y que en 1973 tomaría el nombre de Partido Social Democracia.
Tras el Golpe de Estado que instauró una dictadura militar en el país se sumó a las actividades para la recuperación de la democracia. Colaboró en la formación de la Concertación de Partidos por la Democracia que triunfó con la opción NO en el plebiscito de 1988.
En las elecciones parlamentarias de 1993 se presentó como candidato a diputado por el distrito 40 de Longaví, Parral, Retiro, Cauquenes, Pelluhue y Chanco, no resultando electo. Al año siguiente se sumó al Partido por la Democracia.
Miembro de la Gran Logia de Chile, también se dedicó a escribir cuentos y textos sobre la historia de Chile en el siglo XIX. Socio de la Sociedad de Escritores de Chile.
El año 2008 fue designado por la Corte Suprema como miembro del Tribunal Calificador de Elecciones, en su calidad de expresidente de la Cámara de Diputados, cargo que ocupó hasta su muerte, ocurrida en el mes de enero de 2012.

## Historia electoral

### Elecciones parlamentarias de 1973
- Elecciones parlamentarias de 1973 para la Provincia de Linares[2]

| Candidato                                 | Partido                    | Votos  | %       | Resultado |
| ----------------------------------------- | -------------------------- | ------ | ------- | --------- |
| A. Confederación de la Democracia         |                            |        |         |           |
| Guido Castilla Hernández                  | PDC                        | 11 459 | 15,78 % | Diputado  |
| Enrique Zorrilla Concha                   | PDC                        | 8310   | 11,44 % |           |
| Fernando Romero Vásquez                   | PN                         | 18 341 | 25,26 % | Diputado  |
| Jorge Ibáñez Vergara                      | PIR                        | 4191   | 5,77 %  |           |
| Votos de Lista                            | CODE                       | 497    | 0,68 %  |           |
| B. Unidad Popular                         |                            |        |         |           |
| Alejandro Bell Jara                       | MAPU                       | 8381   | 11,54 % | Diputado  |
| Carlos Villalobos Sepúlveda               | PS                         | 16 848 | 23,20 % | Diputado  |
| Enrique Brinkmann Parada                  | API                        | 633    | 0,87 %  |           |
| Joaquín Morales Abarzúa                   | PR                         | 3063   | 4,22 %  |           |
| Votos de Lista                            | UP                         | 634    | 0,87 %  |           |
| C. Unión Socialista Popular               |                            |        |         |           |
| Héctor Enrique Belmar Hernández           | USOPO                      | 252    | 0,35 %  |           |
| Votos válidamente emitidos                | Votos válidamente emitidos | 72 609 | 97,67 % |           |
| Votos nulos                               | Votos nulos                | 1111   | 1,49 %  |           |
| Votos en blanco                           | Votos en blanco            | 620    | 0,83 %  |           |
| Total de votos emitidos                   | Total de votos emitidos    | 74 340 | 100 %   |           |
| Fuente: Dirección del Registro Electoral. |                            |        |         |           |

### Elecciones parlamentarias de 1993
- Elecciones parlamentarias de 1993 para el distrito 40 (Longaví, Parral, Retiro, Cauquenes, Pelluhue y Chanco)[3]

| Candidato                    | Pacto                                | Partido | Votos  | %     | Resultado |
| ---------------------------- | ------------------------------------ | ------- | ------ | ----- | --------- |
| Walton Chamorro Díaz         | Alternativa Democrática de Izquierda | PC      | 2097   | 2,79  |           |
| Osvaldo Vega Vera            | Unión por el Progreso de Chile       | UDI     | 21 396 | 28,49 | Diputado  |
| Gustavo Alessandri Valdés    | Unión por el Progreso de Chile       | RN      | 15 016 | 20    |           |
| Juan Carlos Moraga Sepúlveda | La Nueva Izquierda                   | ILC     | 3458   | 4,61  |           |
| Jorge Ibáñez Vergara         | Concertación por la Democracia       | SDCH    | 16 067 | 21,40 |           |
| Guillermo Ceroni Fuentes     | Concertación por la Democracia       | PPD     | 17 054 | 22,71 | Diputado  |

## Obras
- Vengativos (1948).
- El Conde de Maule: don Nicolás de la Cruz Bahamonde (1997).
- O´Higgins el libertador (2001).
- Pedro León Gallo (2011).